# Anton Wildgans

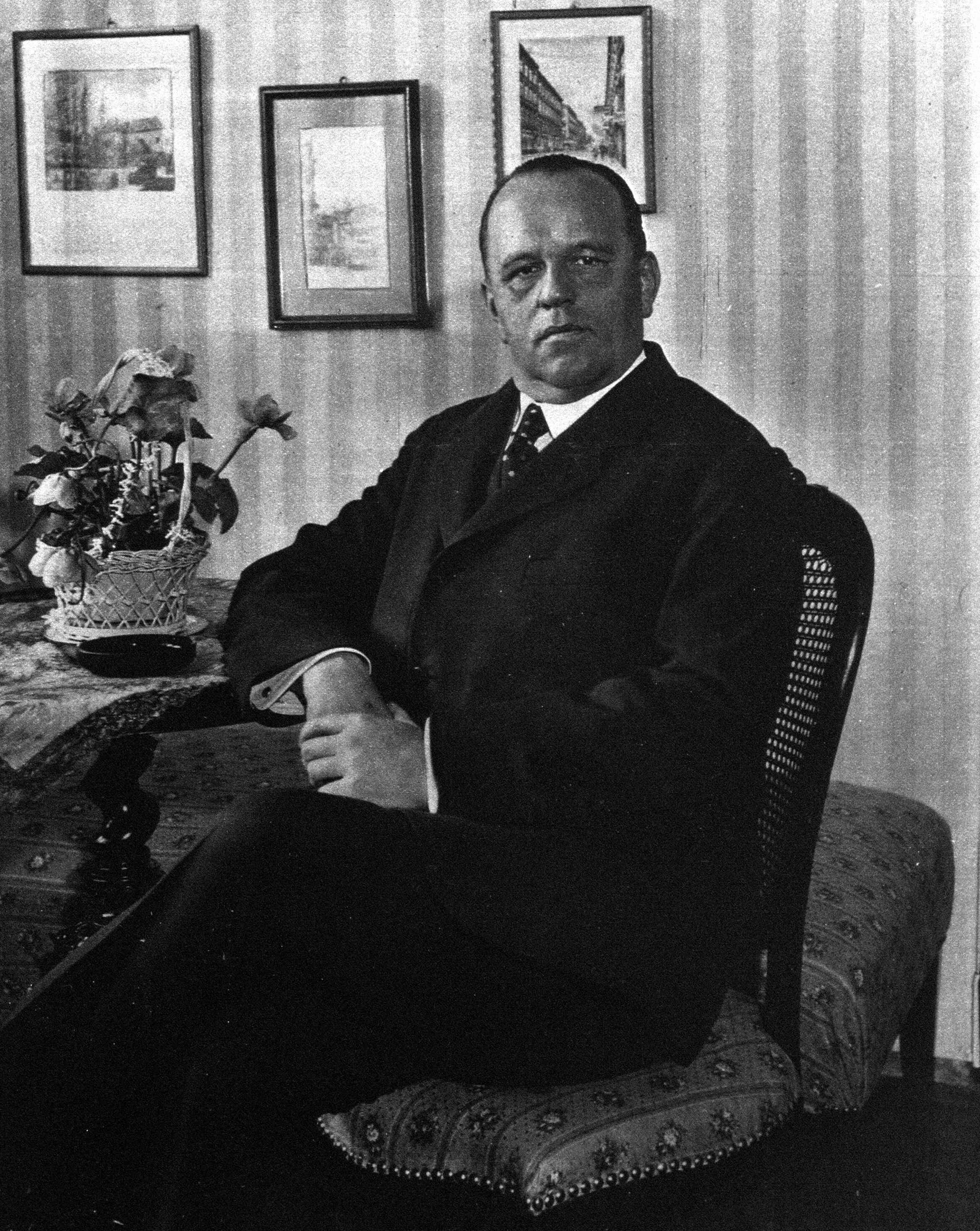
Anton Wildgans 1932

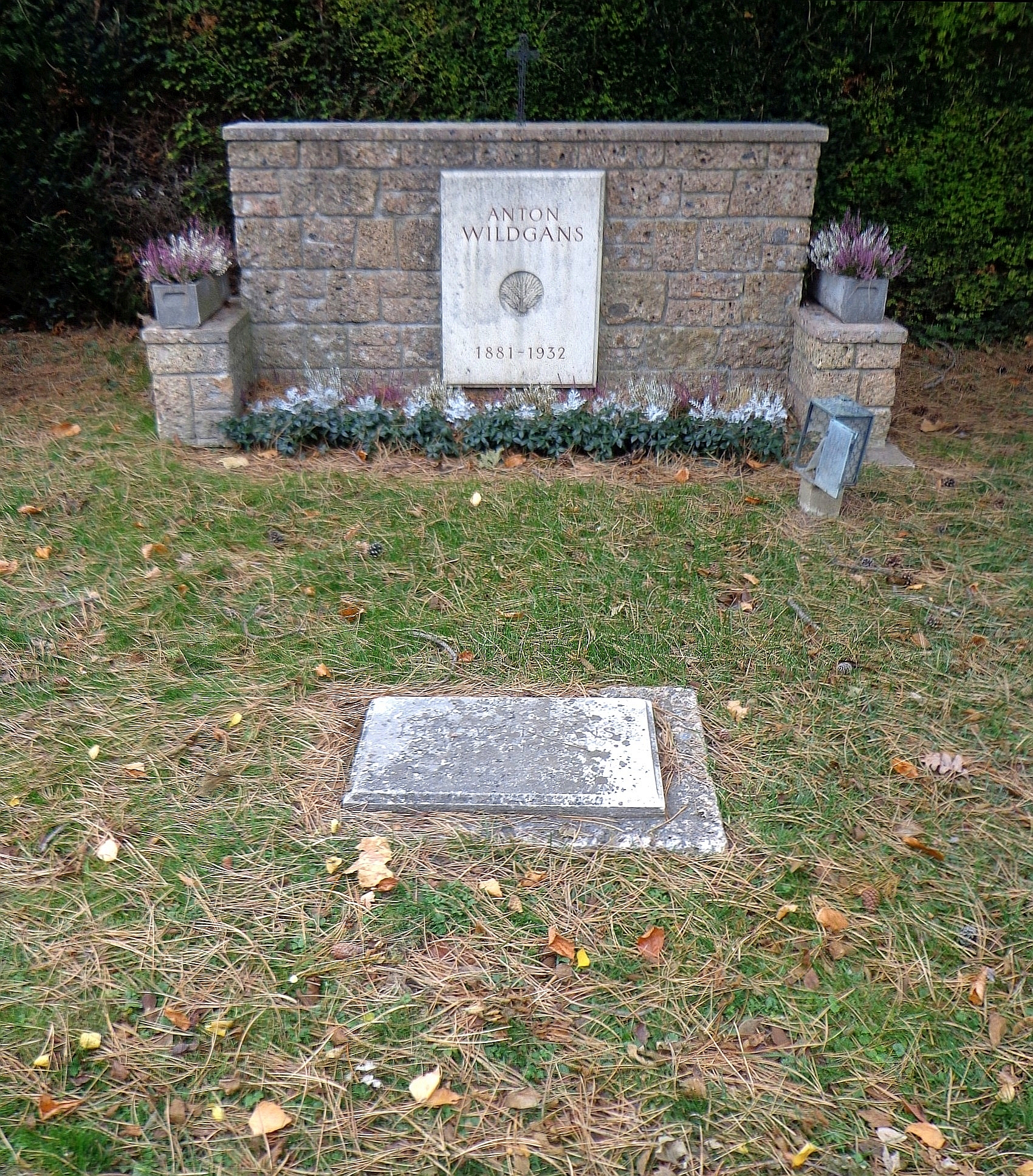
Ehrengrab von Anton Wildgans auf dem Wiener Zentralfriedhof

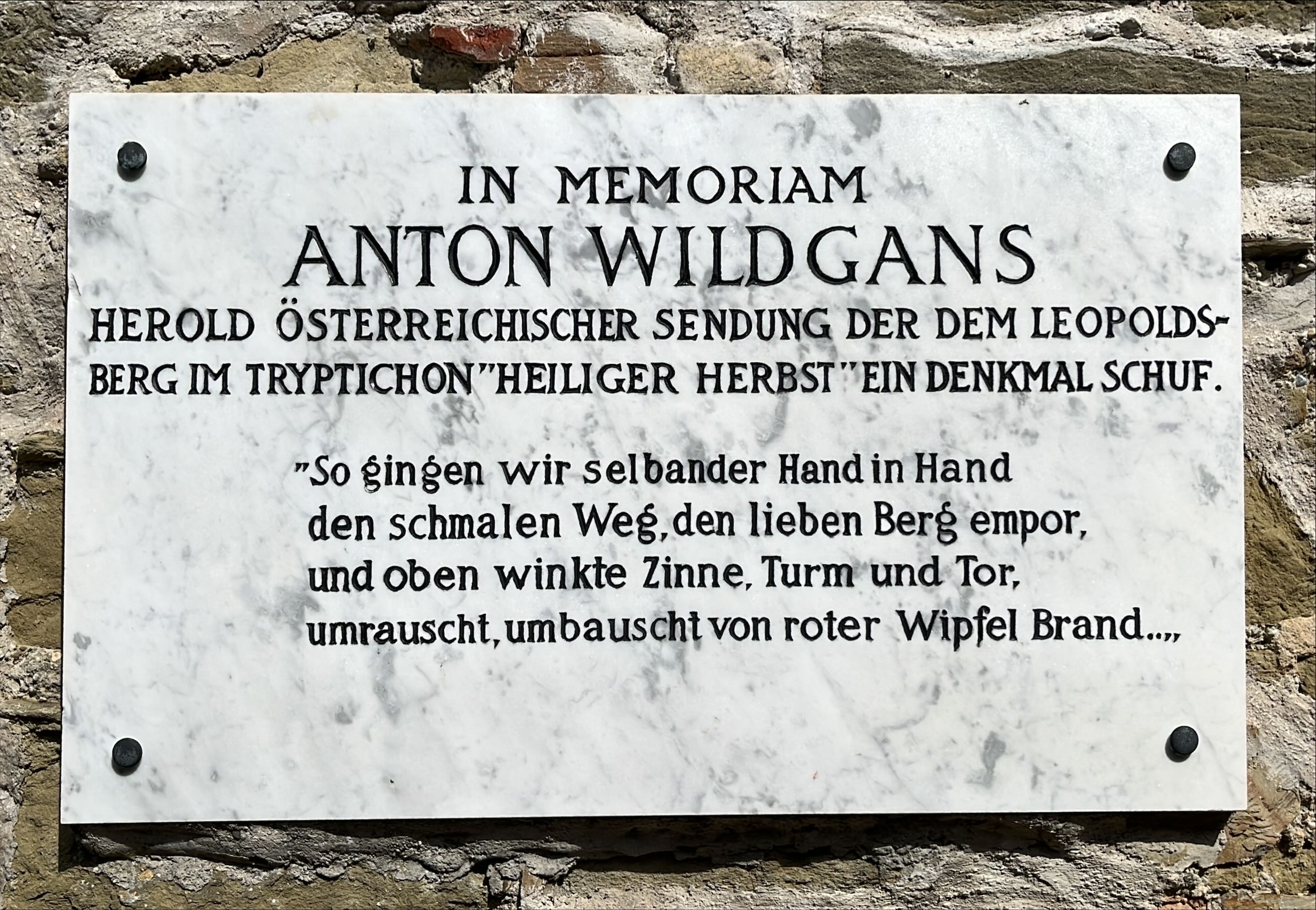
Gedenktafel auf dem Leopoldsberg

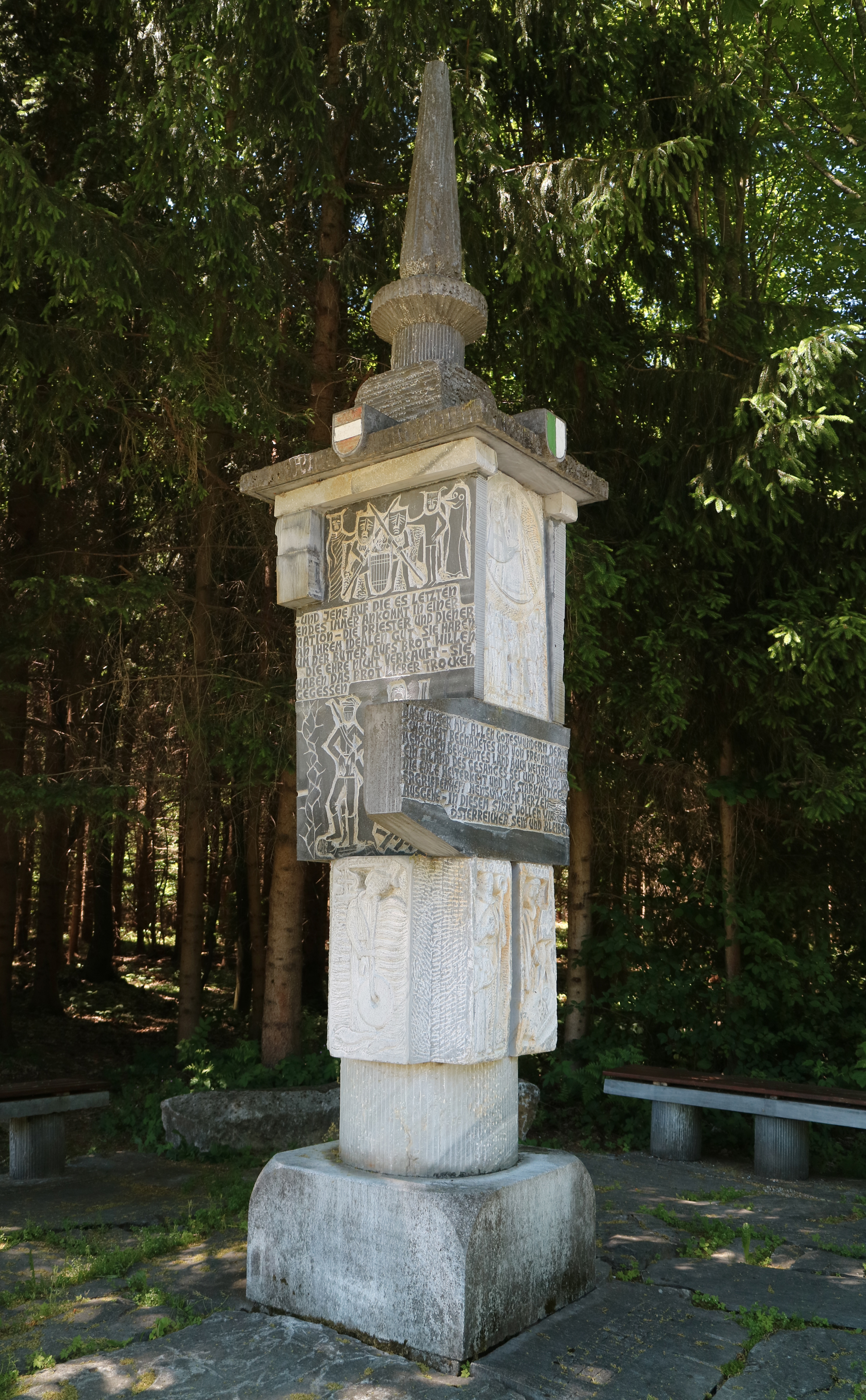
Bildsäule von Alfred Schlosser in Sankt Martin am Wöllmißberg

Anton Otto Wildgans (* 17. April 1881 in Wien; † 3. Mai 1932 in Mödling, Niederösterreich) war ein österreichischer Lyriker und Dramatiker. Er war zweimal Direktor des Wiener Burgtheaters und für den Nobelpreis für Literatur nominiert.

## Leben
Anton Wildgans wurde als Sohn des Juristen und Ministerialvizesekretärs im Ackerbauministerium Dr. Friedrich Wildgans (1847–1906) und seiner Frau Theresia geb. Charvat (1852–1885) in Wien-Landstraße (3. Wiener Gemeindebezirke) geboren. Nachdem seine Mutter im Jahr 1885 an Lungentuberkulose verstorben war, heiratete der Vater die Konzertpianistin Marie Reitter. Diese unterrichtete Anton im ersten Volksschuljahr 1887 privat. Im Jahr 1888 trat er in die Volksschule bei den Piaristen in Wien-Josefstadt (8. Gemeindebezirk) ein. Nach dem Übertritt ins Piaristen-Gymnasium im Jahr 1891 und der Matura im Jahr 1900 studierte er ab 1900 Rechtswissenschaften an der Universität Wien. Im Jahr 1908 promovierte er und war zwei Jahre als Untersuchungsrichter tätig, bis er sich für den Beruf des freien Schriftstellers entschied.
Am 27. März 1909 heiratete er Lilly Würzl, mit der er zwei Söhne hatte, Friedrich und Gottfried. Sein Sohn Friedrich Wildgans (1913–1965) war Musiker, Komponist, Professor des Salzburger Mozarteums und der Wiener Musikakademie sowie Präsident der Internationalen Gesellschaft für Neue Musik – Sektion Österreich.
In den Jahren 1921/22 und 1930/31 war er Direktor des Wiener Burgtheaters. Er war vor allem für seine sozialkritischen Werke bekannt.
Wildgans setzte sich sehr für die staatliche österreichische Eigenständigkeit ein, als nach dem Ersten Weltkrieg viele an der Lebensfähigkeit des nunmehrigen Kleinstaates zweifelten. Diese positive Haltung kommt in seiner Rede über Österreich von 1930 deutlich zum Ausdruck.
Im Jahr 1932 war Anton Wildgans als aussichtsreichster Kandidat für den Nobelpreis für Literatur nominiert. Wildgans starb jedoch noch vor der Verleihung im Alter von 51 Jahren. Er wurde in einem Ehrengrab auf dem Wiener Zentralfriedhof (Gruppe 14 C, Nummer 6) beigesetzt.
Ihm zu Ehren wurde der Wildganshof im 3. Wiener Gemeindebezirk benannt, wo sich auch eine Wildgans-Büste befindet. Im Jahr 1932 wurde im 3. Wiener Gemeindebezirk auch der Wildgansplatz nach ihm benannt.
Der Nachlass wird durch die Anton-Wildgans-Gesellschaft verwaltet, welcher der Enkel von Anton Wildgans, Ralph Anton Wildgans, als Präsident vorsteht.
Einer der Lehrer von Anton Wildgans war der jüdische Philosoph Wilhelm Jerusalem. Wildgans war der Mentor von Albert Drach.

## Auszeichnungen
- 1918: Verleihung des Kaiser-Franz-Joseph-Ordens
- 1923: Verleihung des Ehrenzeichens der Universität Wien[6]
- 1925: Verleihung des Julius-Reich-Preises[7]
- 1930: Preis der Deutschen Schillerstiftung
- 1962: Widmung des Anton-Wildgans-Preises durch die Industriellenvereinigung

## Werke (Auswahl)
- Sonette an Ead, 1913
- Armut, 1914. (archive.org).
- Dies Irae, 1918
- Kain, 1920. (archive.org).
- Kirbisch oder der Gendarm, die Schande und das Glück, 1927. (archive.org). Dieses Werk, eines der wenigen deutschsprachigen Hexameter-Epen, begann er 1925 in der weit abgelegenen steirischen Gemeinde Sankt Martin am Wöllmißberg, wo ihm heute eine Gedenkstätte gewidmet ist. Ort der Handlung ist die fiktive Gemeinde Übelbach. Gemeint war damit die Marktgemeinde Mönichkirchen (am Wechsel), deren Einwohner ihm aber die wenig schmeichelhafte Schilderung verziehen haben und ihn durch jährliche Lesungen ehren. Das Gedicht wurde 1950 von Gustav Ucicky unter dem Titel Cordula verfilmt.
- Sämtliche Werke. Historisch-kritische Ausgabe in 8 Bänden unter Mitwirkung von Otto Rommel hrsg. v. Lilly Wildgans. Wien/Salzburg: Gemeinschaftsverlag Bellaria/Pustet, 1948

### Literarischer Stil
Klaus Kastberger beschreibt Wildgans' Stil als einen „sehr gemäßigte[n] Expressionismus mit einer kleinen Prise sozialer Wirklichkeit“. Indem er in seinen Texten soziale Probleme gleichsam durch ein Schlüsselloch betrachte, zeige er sich als „typisch für literarisches Spießertum“. Robert Musil bezeichnete seinen Stil in einer Theaterkritik zu Kain (1922) als gedrechseltes Kanzleideutsch.